# Pseudanthias privitera
Pseudanthias privitera es una especie de peces de la familia Serranidae en el orden de los Perciformes.

## Morfología
• Los machos pueden llegar alcanzar los 5,5 cm de longitud total.
- Número de  vértebras: 26.[1][2]

## Hábitat
Es un pez  de mar de clima tropical y asociado a los  arrecifes de coral que vive hasta los 116 m de profundidad.

## Distribución geográfica
Se encuentran en las Islas Cook.